# Championnat d'Afrique féminin de basket-ball des moins de 16 ans 2017
Navigation
Madagascar 2015 Rwanda 2019
Le championnat d'Afrique féminin de basket-ball des moins de 16 ans 2017 se déroule à Beira au Mozambique du 5 au 12 août 2017. Il s'agit de la cinquième édition de la compétition, instaurée en 2009.

## Équipes participantes

### Qualifications
5 équipes, issues des différentes zones de qualification du Championnat d'Afrique U16, sont qualifiées pour cette compétition.
| Mode de qualification                                  | Places | Nations qualifiées |
| ------------------------------------------------------ | ------ | ------------------ |
| Hôte du championnat d'Afrique U16 2017                 | 1      | Mozambique         |
| Qualifications Championnat d'Afrique U16 2017 (Zone 2) | 1      | Mali               |
| Qualifications Championnat d'Afrique U16 2017 (Zone 5) | 1      | Égypte             |
| Qualifications Championnat d'Afrique U16 2017 (Zone 6) | 2      | Angola Zimbabwe    |

## Rencontres

### Premier tour
Légende des classements
- Qualifié pour les demi-finales

| Rang | Équipe     | Pts | J | G | P | Pp  | Pc  | Diff |  | Résultats (dom.\ext.) |   |       |       |       |        |
| ---- | ---------- | --- | - | - | - | --- | --- | ---- |  | --------------------- | - | ----- | ----- | ----- | ------ |
| 1    | Mali       | 8   | 4 | 4 | 0 | 314 | 131 | 183  |  | Mali                  |   | 66-33 | 60-43 | 76-33 | 112-22 |
| 2    | Égypte     | 7   | 4 | 3 | 1 | 208 | 216 | -8   |  | Égypte                | - |       | 56-43 | 64-61 | 55-46  |
| 3    | Angola     | 6   | 4 | 2 | 2 | 202 | 202 | 0    |  | Angola                | - | -     |       | 64-57 | 52-29  |
| 4    | Mozambique | 5   | 4 | 1 | 3 | 199 | 243 | -44  |  | Mozambique            | - | -     | -     |       | 48-39  |
| 5    | Zimbabwe   | 4   | 4 | 0 | 4 | 136 | 267 | -131 |  | Zimbabwe              | - | -     | -     | -     |        |

### Tableau final
|  | Demi-finales | Demi-finales | Demi-finales | Demi-finales |                               |      | Finale       | Finale       | Finale       | Finale       |
|  |              |              |              |              |                               |      |              |              |              |              |
|  | 11 août 2017 | 11 août 2017 | 11 août 2017 | 11 août 2017 |                               |      | 12 août 2017 | 12 août 2017 | 12 août 2017 | 12 août 2017 |
|  | 1            | Mali         | 63           | 63           |                               |      | 12 août 2017 | 12 août 2017 | 12 août 2017 | 12 août 2017 |
|  | 1            | Mali         | 63           | 63           |                               |      | 12 août 2017 | 12 août 2017 | 12 août 2017 | 12 août 2017 |
|  | 4            | Mozambique   | 39           | 39           |                               |      | 12 août 2017 | 12 août 2017 | 12 août 2017 | 12 août 2017 |
|  | 4            | Mozambique   | 39           | 39           | Mali                          | Mali | 68           | 68           |              |              |
|  | 11 août 2017 |              |              |              | Mali                          | Mali | 68           | 68           |              |              |
|  |              |              | Angola       | Angola       | 29                            | 29   |              |              |              |              |
|  | 2            | Égypte       | Angola       | Angola       | 29                            | 29   | 42           | 42           |              |              |
|  | 2            | Égypte       |              |              |                               |      |              | 42           |              |              |
|  | 3            | Angola       | 59           | 59           |                               |      |              |              |              |              |
|  | 3            | Angola       | 59           | 59           | Match pour la troisième place |      |              |              |              |              |
|  |              |              |              |              |                               |      |              |              |              |              |
|  | 12 août 2017 |              |              |              |                               |      |              |              |              |              |
|  | Mozambique   | Mozambique   | 38           | 38           |                               |      |              |              |              |              |
|  | Mozambique   | Mozambique   | 38           | 38           |                               |      |              |              |              |              |
|  | Égypte       | Égypte       | 56           | 56           |                               |      |              |              |              |              |
|  | Égypte       | Égypte       | 56           | 56           |                               |      |              |              |              |              |

## Classement final
| Place                       | Équipe     | Vict.-Déf. |
| --------------------------- | ---------- | ---------- |
| Médaille d'or, Afrique      | Mali       | 6 - 0      |
| Médaille d'argent, Afrique  | Angola     | 3 - 3      |
| Médaille de bronze, Afrique | Égypte     | 4 - 2      |
| 4                           | Mozambique | 1 - 5      |
| 5                           | Zimbabwe   | 0 - 4      |

- Qualification pour la Coupe du Monde U17 2018

## Leaders statistiques

### Points
| Place | Nom                | Équipe     | PPM  |
| ----- | ------------------ | ---------- | ---- |
| 1     | Aissetou Coulibaly | Mali       | 21,8 |
| 2     | Habiba El Gizawy   | Égypte     | 13,7 |
| 2     | Sika Koné          | Mali       | 13,7 |
| 4     | Noémia Massingue   | Mozambique | 10,8 |
| 5     | Cristina Lourenço  | Angola     | 10,5 |

### Rebonds
| Place | Nom             | Équipe     | RPM  |
| ----- | --------------- | ---------- | ---- |
| 1     | Tadiwa Mabika   | Zimbabwe   | 10,3 |
| 2     | Suraya Rijal    | Mozambique | 9,0  |
| 3     | Sika Koné       | Mali       | 8,7  |
| 4     | Aminata Sangaré | Mali       | 5,3  |
| 5     | Maria Mutengo   | Zimbabwe   | 4,8  |

### Passes décisives
| Place | Nom                | Équipe     | PDPM |
| ----- | ------------------ | ---------- | ---- |
| 1     | Fanta Koné         | Mali       | 4,0  |
| 2     | Aissetou Coulibaly | Mali       | 2,7  |
| 3     | Noémia Massingue   | Mozambique | 2,2  |
| 4     | Cássia António     | Angola     | 1,8  |
| 5     | Ingy Badawy        | Égypte     | 1,7  |

### Contres
| Place | Nom                 | Équipe   | CPM |
| ----- | ------------------- | -------- | --- |
| 1     | Aissetou Coulibaly  | Mali     | 0,5 |
| 1     | Sika Koné           | Mali     | 0,5 |
| 3     | Kudzwaishe Kagodora | Zimbabwe | 0,3 |
| 3     | Maria Mutengo       | Zimbabwe | 0,3 |
| 5     | Nara André          | Angola   | 0,2 |

### Interceptions
| Place | Nom                | Équipe   | IPM |
| ----- | ------------------ | -------- | --- |
| 1     | Cássia António     | Angola   | 4,4 |
| 2     | Aissetou Coulibaly | Mali     | 4,2 |
| 3     | Sika Koné          | Mali     | 3,3 |
| 3     | Cristina Lourenço  | Angola   | 3,3 |
| 5     | Fatma Kabil        | Égypte   | 3,0 |
| 5     | Tadiwa Mabika      | Zimbabwe | 3,0 |

### Évaluation
| Place | Nom                | Équipe | EPM  |
| ----- | ------------------ | ------ | ---- |
| 1     | Sika Koné          | Mali   | 16,3 |
| 2     | Aissetou Coulibaly | Mali   | 15,8 |
| 3     | Cássia António     | Angola | 10,2 |
| 4     | Jana Abdullah      | Égypte | 9,5  |
| 5     | Fanta Koné         | Mali   | 8,8  |

## Récompenses
MVP de la compétition (meilleure joueuse) Aissetou Coulibaly
Meilleur cinq de la compétition
- Noémia Massingue
- Habiba El Gizawy
- Aissetou Coulibaly
- Cássia António
- Sika Koné